# Victor Schultz (Musiker)
Victor Schultz (* 3. Juni 1959 in Winnipeg/Manitoba) ist ein kanadischer Geiger.

## Leben
Schultz begann seine musikalische Ausbildung im Alter von sieben Jahren bei Jeannette und Marilyn Slipetz und setzte sie von 1969 bis 1971 bei Francis Chaplin fort. Als Stipendiat des Canada Council studierte er von 1971 bis 1975 bei Ivan Galamian zunächst bei der Meadowmount Summer School und dann an der Juilliard School. An der Juilliard School und in Aspen setzte er sein Studium zwischen 1976 und 1980 bei Dorothy Delay fort.
Neben dem Standardrepertoire spielt Schultz Werke zeitgenössischer Komponisten, so die Uraufführung von Jean Papineau-Coutures Sonate Thrène und Sid Robinovitchs Di Mezinke. 1995 spielte er den Solopart in der Uraufführung von Allan Gordon Bells Arche III mit dem Manitoba Chamber Orchestra. Mit der Klezmergruppe Finjan trat er 1988 in Allan A. Goldsteins Film The Outside Chance of Maximilian Glick auf und nahm die CD Drawing on Water auf. Recitals gab er auch mit seiner Schwester, der Pianistin Erica Schultz. Auf der CD Jété spielte er 1989 Kompositionen von Patrick Carrabré, Michael Matthews, Bruce Shavers, Gerhard Ginader, James Hiscott und Sid Robinovitch ein. Im gleichen Jahr gewann er den Zweiten Preis beim der Carnegie International American Music Competition und trat 1990 in der Weill Recital Hall der Carnegie Hall auf.
Mit seinem Bruder, dem Klarinettisten Myron Schultz und dem Bassisten Daniel Koulack gründete Schultz das North End Klezmer Project. Erweitert um den Geiger Ben Mink und den Akkordeonisten Nikolai Prisacar ging aus dem Projekt die Klezmergruppe The Black Sea Station hervor, die u. a. Auftritte beim Torontos Ashkenaz Festival (2010) und beim Winnipeg Jazz Festival (2011) hatte und 2010 das Album Transylvania Avenue aufnahm.